# 雜賀眾
雜賀眾（日语：さいかしゅう，別稱為雜賀黨）是與根來眾同樣以鐵砲為武器的傭兵集團。在日本戰國時代盤踞於紀州雜賀莊（現・和歌山市雜賀崎）一帶，雜賀眾當中最出名的領袖是雜賀孫市（孫一）。

## 概要
雜賀眾之構成以雜賀莊的土橋氏、十鄉（現和歌山市西北部、紀之川河口付近北岸）的鈴木氏等氏族為主。
15世紀登上歷史舞台，應仁之亂後，應紀伊國和河內國之守護大名畠山氏的邀請，轉戰近畿地方各地，逐漸成長為傭兵集團。控制紀之川河口付近，也經營海運、貿易，擁有水軍。從種子島傳來鐵砲之製造法後，是繼根來眾之後採用鐵砲，養成優良射手，成長為有效利用鐵砲戰術的優秀軍事集團。

## 關連項目
- 雜賀城
- 紀州征伐

## 外部連結
- 雑賀衆のリーダー雑賀孫市/和歌山公式ホームページ
- 紀州雑賀の「雑賀孫市」/NPOHinet歴史ネットワーク公式ホームページ